# Gerd Cintl
Gerd Cintl (Düsseldorf, 11 de diciembre de 1938-Düsseldorf, 26 de diciembre de 2017) fue un deportista alemán que compitió para la RFA en remo.
Participó en los Juegos Olímpicos de Roma 1960, obteniendo una medalla de oro en la prueba de cuatro con timonel. Ganó dos medallas en el Campeonato Europeo de Remo, plata en 1958 y oro en 1959.

## Palmarés internacional
| Representando al Equipo Alemán Unificado |                  |                  |                    |
| Juegos Olímpicos                         |                  |                  |                    |
| Año                                      | Lugar            | Medalla          | Prueba             |
| 1960                                     | Roma (Italia)    | Medalla de oro   | Cuatro con timonel |
| Representando a la RFA                   |                  |                  |                    |
| Campeonato Europeo                       |                  |                  |                    |
| Año                                      | Lugar            | Medalla          | Prueba             |
| 1958                                     | Poznań (Polonia) | Medalla de plata | Dos sin timonel    |
| 1959                                     | Mâcon (Francia)  | Medalla de oro   | Cuatro con timonel |